# Sten Lundbo
Sten Lundbo (Bergen, 18 november 1940) is een Noors voormalig diplomaat en ambassadeur. Lundbo heeft economie gestudeerd aan de Norges Handelshøyskole (1967).

## Carrière
Lundbo begon in de buitenlandse dienst in 1967. Hij was secretaris bij de Noorse ambassade in Bangkok van 1969 tot 1972. In deze functie was hij bemiddelaar in Bangkok bij onderhandelingen tussen Thailand en China in 1971. Hij was ambassadesecretaris bij de ambassade in Parijs van 1972 tot 1975 en werkte vervolgens drie jaar als senior consultant bij het Noorse Ministerie van Buitenlandse Zaken. In 1978 werd Lundbo benoemd tot hoofd van de afdeling Planning van het Noorse Ministerie van Buitenlandse Zaken.
In januari 1982 werd Lundbo als ambassadeur een deel van de Noorse delegatie in Genève. en was hij de eerste Noorse ambtenaar die als volledig lid deelnam aan de onderhandelingen op de Ontwapeningsconferentie (Conference on Disarmament(CD)) in Genève. Hij werd in 1986 door het kabinet benoemd tot diplomaat en plaatsvervangend commandant van de Noorse delegatie in Geneve. Hij trad in 1989 als afdelingshoofd in dienst bij het Ministerie van Buitenlandse Zaken, en was verantwoordelijk voor de Noorse deelname in het internationale exportcontroleregime. In 1995 werd Lundbo benoemd tot ambassadeur bij de Raad van Europa in Straatsburg. en in 2000 werd hij benoemd tot ambassadeur in Warschau. Na 38 jaar in buitenlandse dienst ging hij in 2005 met pensioen.
Lundbo was lid van de Noors-Zweedse commissie voor samenwerking op het gebied van defensiematerieel, en van de raad van het Noorse Buitenlandse Beleidsinstituut(Norsk utenrikspolitisk institutt).
Lundbo was vakkundig medewerker voor de Noorce encyclopedie "Store norske leksikon" van 2009. Hij was ook hoofd van de kerkgemeenschap "Horten kirkelige fellesråd" van 2013 tot 2015.

## Internationale opdrachten
- Lid van VNs expertgroep voor ontwapening en ontwikkeling van 1978 tot 1981.[14]
- Voorzitter van het Missile Technology Control Regime (MTCR), een multilateraal samenwerkingsverband om de verspreiding van raketten voor onbemande luchtvaartuigen te voorkomen van 1992 tot 1993. Onder Lundbos voorzitterschap werd op de jaarvergadering van het MTCR in juli 1992 in Oslo besloten de controle door het samenwerkingsverband uit te breiden naar raketten met alle soorten massavernietigingswapens (kernwapens, chemische en biologische wapens)[15]
- Hoofd voor de onderhandelingen tussen 1993 en 1995, dat leidde tot het politieke basisdocument voor de etablering van "The Wassenaar Arrangement" die zich zou inzetten voor exportcontrole op conventionele wapens, militair materieel en sensitieve geavanceerde technologie.[16]
- Voorzitter van de Raad van Europas rapporteurgroep voor samenwerking met de EU tussen 1996 en 2000.
- Bestuurslid van de Raad van Europas Ontwikkelingsbank in Parijs tussen 1995 en 2000.

## Onderscheidingen
- 1996 benoemd tot ridder eerste klas van de Orde van Sint-Olaf
- 2000 benoemd tot commandeur van Orde van Verdienste (Noorwegen).[17]

Hij heeft ook de volgende internationale onderscheidingen ontvangen:
- 1973 De Thaise onderscheiding Orde van de Witte Olifant.
- 1975 De Franse onderscheiding Nationale Orde van Verdienste (Frankrijk).
- 1994 Het Finse commandeurschap van Orde van de Finse Leeuw.[18]
- 1995 In november 1995 ontving Lundbo een Certificaat van Waardering, ondertekend door de 63ste minister van Buitenlandse Zaken van de Verenigde Staten, de heer Warren Christopher voor zijn «bijdragen en leiderschap bij het bevorderen van internationale samenwerking om de verspreiding van bewapening en gevoelige dualistische gebruik goederen en technologieën ».[19]
- 1996 Het Hongaarse commandeurkruis van Orde van Verdienste (Hongarije).[20]
- 2003 In Polen benoemd tot commandeur met ster van de Orde van Verdienste van de Republiek Polen.